# Renault 4
A Renault 4, más néven 4L a francia Renault cég gépkocsimodellje volt. Az 1950-es évek végén tervezték meg, és 1961–1993 között gyártották. Elődje a Renault 4CV, utódja a Renault Twingo modell volt. A 32 év alatt több mint 8 millió (pontosan 8 135 424) darabot gyártottak, illetve szereltek össze a világ 28 országában és több mint 100 országba exportálták.

## Története
1961 nyarán a Renault-gyárban az utolsó Renault 4CV is legördült a futószalagról, hogy teret adjon a több mint ezer munkásnak, akik átalakították a gyártósorokat az új modellhez. Október 4-én, a Párizsi Motor Show-n került sor ennek a nyilvános bemutatására. A 4L megoldásai ma már általánosnak nevezhetők: ötajtós, ferdehátú karosszéria, orrmotor, elsőkerékhajtás, zárt rendszerű vízhűtés. Az 1960-as évek elején ez a kombináció forradalminak számított, ez nagyban hozzájárult a sikeréhez. Az alapkoncepció, hogy legyen egy olcsó, kicsi családi autó, ami mind vidéki mind városi használatra megfelel, bevált. Ezen felül válasz volt a nagy riválisra, a Citroën CV2-re („Kacsa”), amely ekkor már nagy népszerűségnek örvendett.
A gyártása folyamán több változtatás is történt az autón, de ezek igazából csak apróságoknak tekinthetők, a formája mindvégig ugyanaz maradt. 1967-ben a hűtőrácsát szabták át, ami ezután már magába foglalta a fényszórókat is. 1978-ban a kor szellemében újabb módosítások történtek: műanyag lett a hűtőrács, az ajtó borítása, illetve az addig zsalugáteresen működő szellőzőt is műanyag rácsra cserélték le. Ezen felül megváltoztatták a műszerfalat, az üléseket stb.
A legnagyobb változás a motorral kapcsolatos: a hengerűrtartalmát 845 cm3-ről 1100 cm3-re, a teljesítményét 26-ról 34 lóerőre növelték.

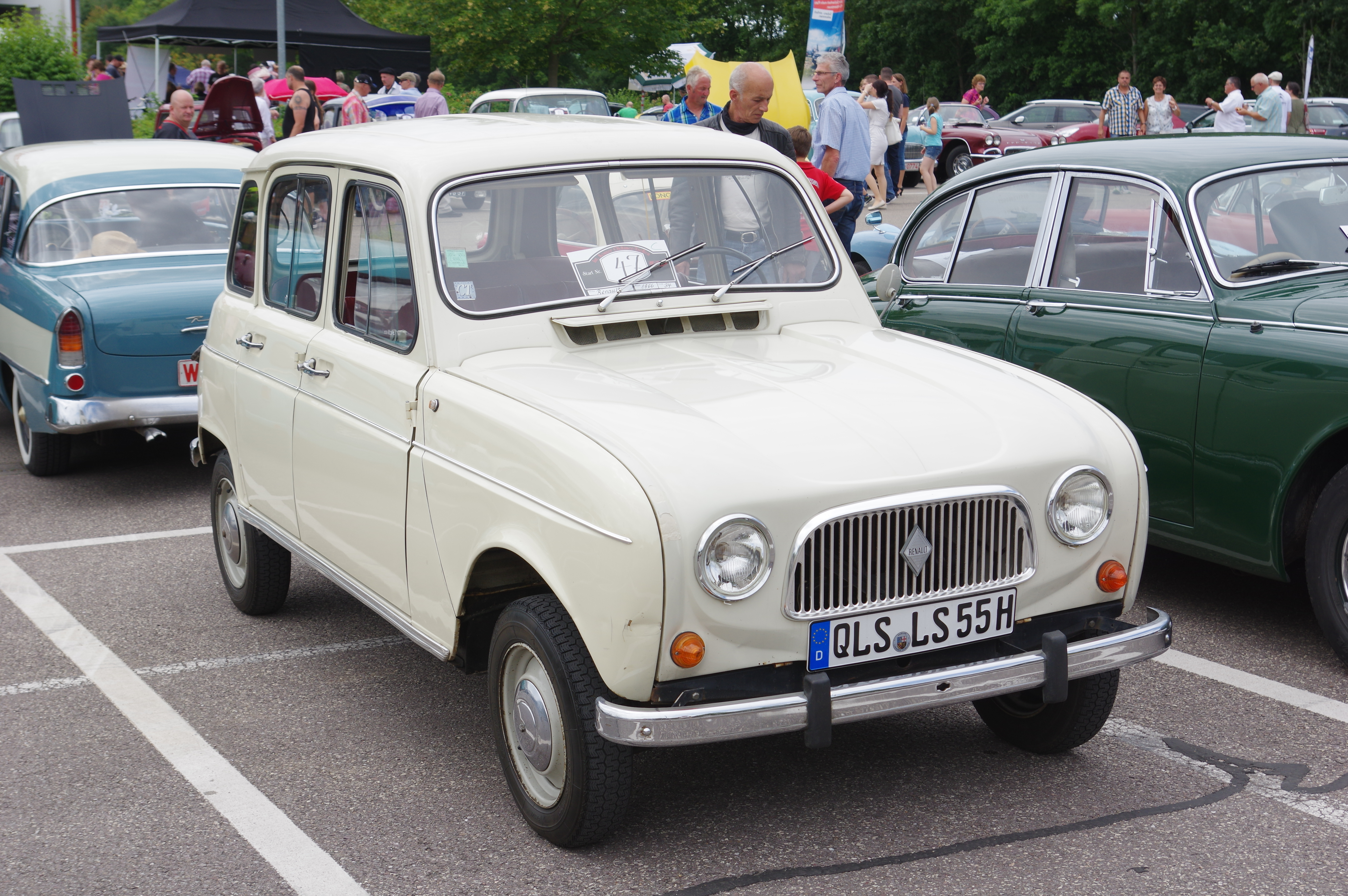
1967 előtt
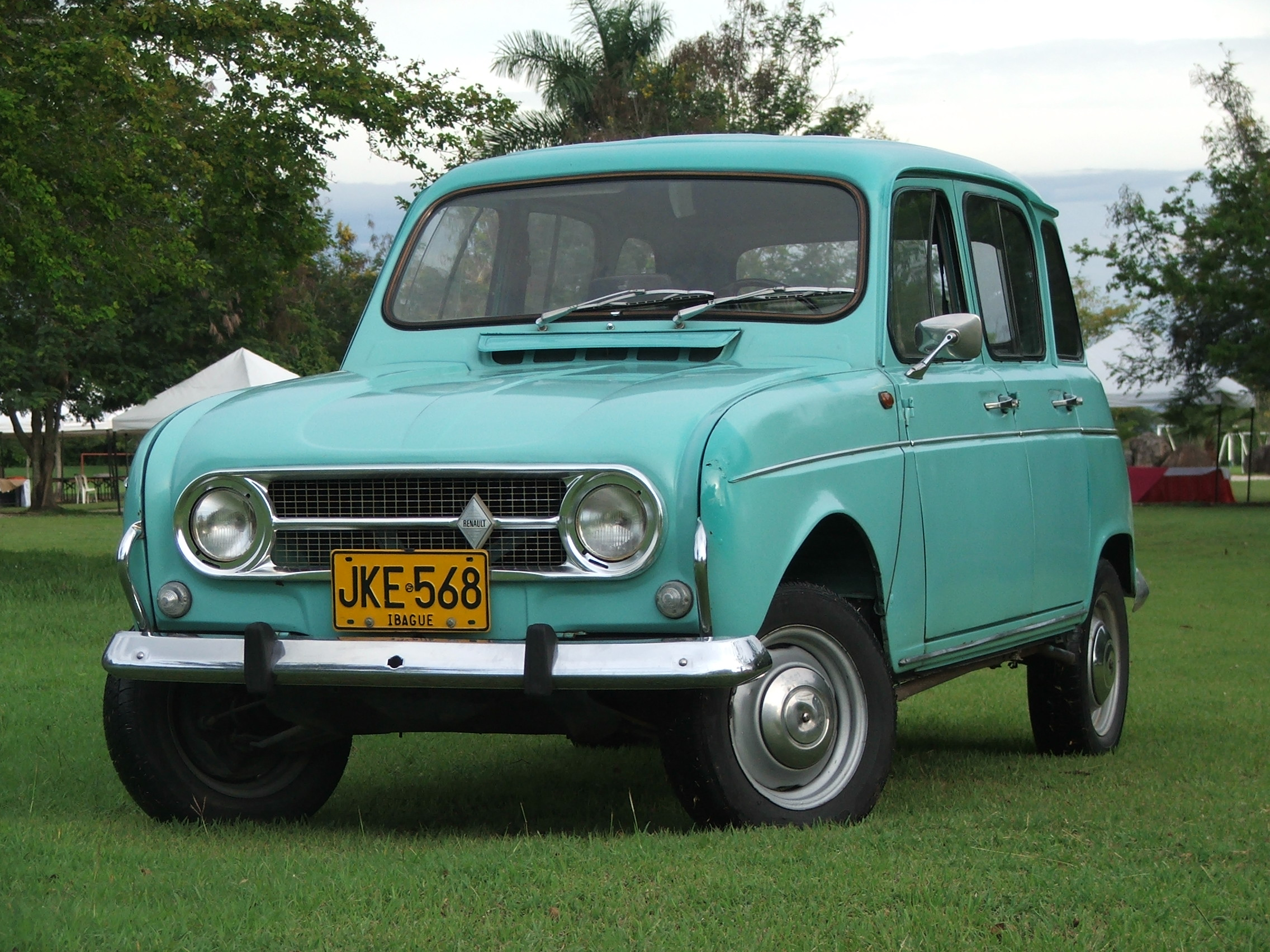
1967 után
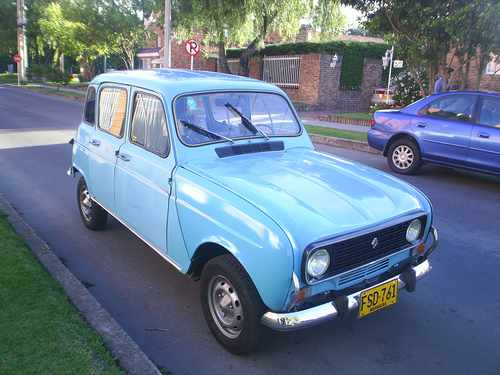
1978-tól

### Példányszámok
1966-ra 1 millió, 1977-re 5 millió, 1986-ra 7,5 millió példány gördült le a futószalagokról a világban. Franciaországon kívül is gyártották:
- Európában:
  - Olaszországban (1961–1964)
  - Írországban (1962–1984)
  - Jugoszláviában, később Szlovéniában (1973–1992)
  - Portugáliában
  - Spanyolországban
- Közép- és Dél-Amerikában
  - Kolumbiában (1970–1992)
  - Argentínában
  - Chilében
  - Mexikóban
- ezenkívül Ausztráliában (1962–1966)

Az autó a gyártás befejezésekor is sikeres volt, bár ekkorra már erősen elavultnak számított. 1988-ban a német piacról kellett kivonulnia a szigorodó környezetvédelmi szabályok miatt, a furgon verzió az Express érkezése miatt fejeződött be ugyanekkor. A szigorodó környezetvédelmi és biztonsági előírásokkal nem tudta felvenni a versenyt, így 1993-ban 1000 db számozott autó hagyta el a francia gyárat „Bye Bye“ feliratú plakettel a műszerfalon. Marokkóban és Szlovéniában még 1994-ig folyt a gyártás.

## Modellváltozatok
Az első katalógusokban (1962) több különböző verzió található meg az új modellen belül:
- R3 (1961-62) "fapados" változat mindössze 603 cm3 motorral
- R4L 747 cm3 és még 3 sebességes váltóval
- R4L Deluxe, Super Comfort 845 cm3 motorral
- R4F4 Van, ami az autó furgon változata, kezdetben 300 kg teherbírással.
- Utódja a R4F6 áruszállító, ami hosszabb rakterű és nagyobb teherbírású elődjénél, ennek a modellnek van 2 illetve 5 személyes változata is.

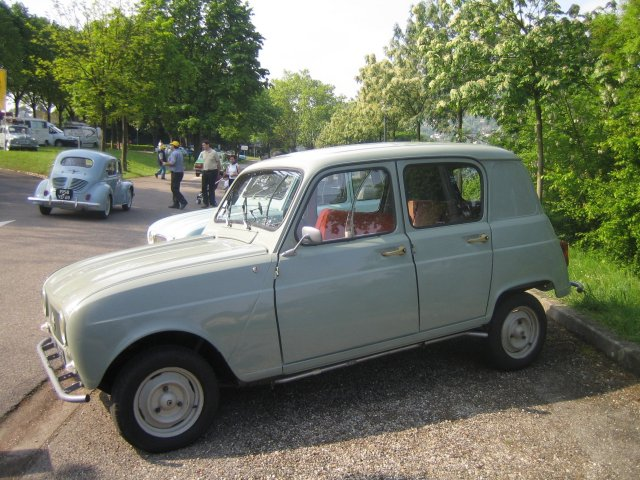
R3 1961-1962
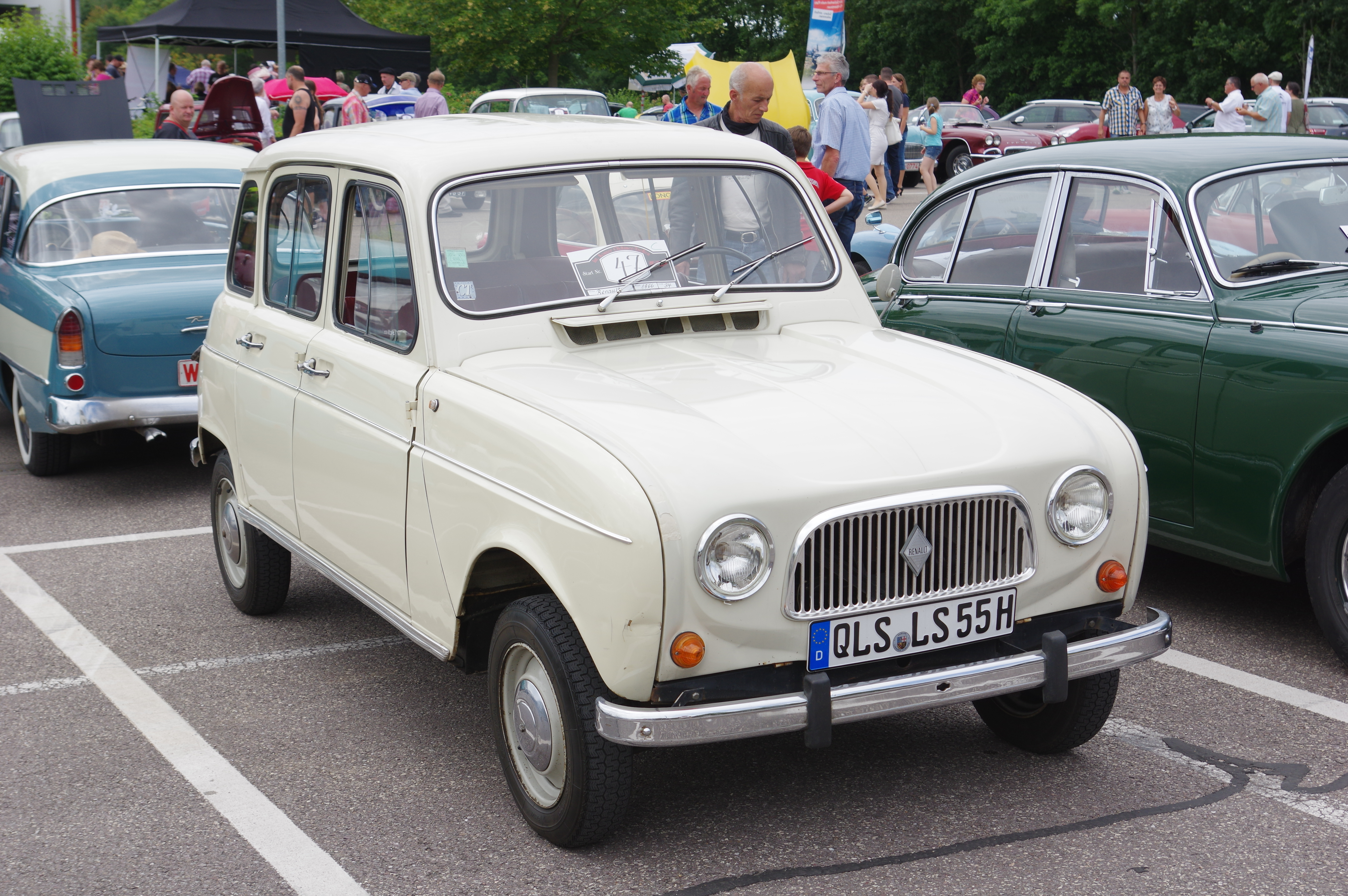
R4 1962
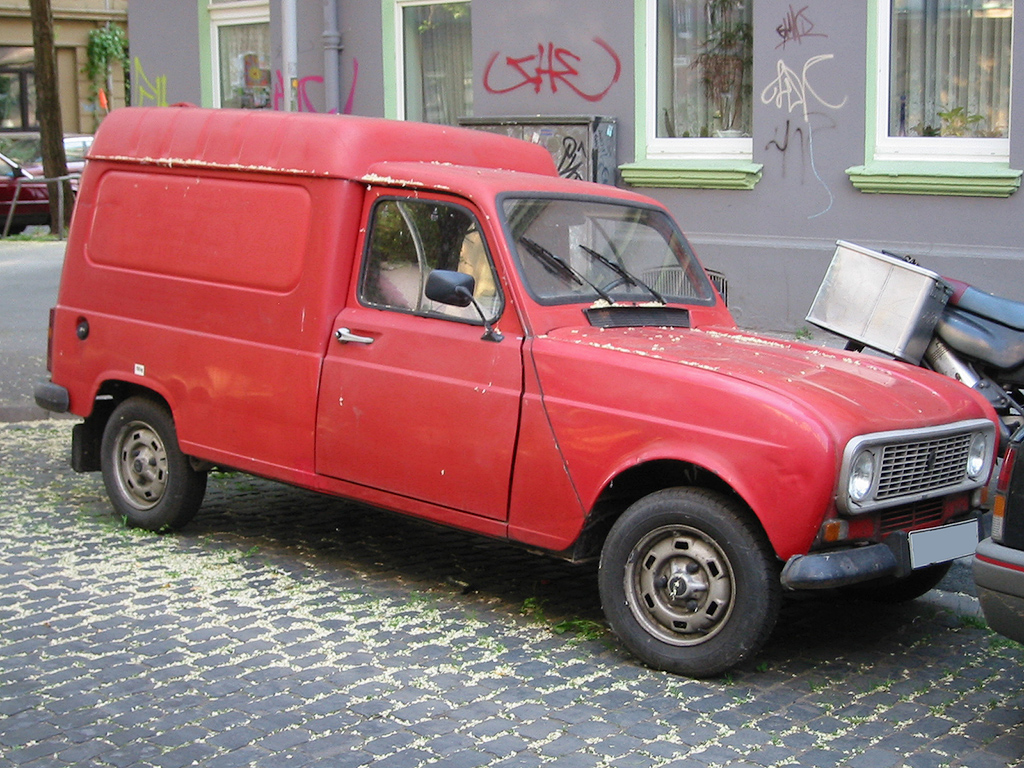
R4F4 1980

## Műszaki megoldások

### Motorok, sebességváltó
A motor soros elrendezésű OHV, négy hengeres, négy ütemű, folyadékhűtéses kivitelű.
Az autóban megtalálható motorok:
- 603 cm3 (49 x 80): 23LE R3 (1961-1962)
- 747 cm3 (54.5 x 80): 27,6LE/30LE
- 782 cm3 (55 x 80): 30LE (1972)
- 845 cm3 (58 x 80): 30LE (1983)
- 956 cm3 (65 x 72): 34LE Legújabb modellek (1986)
- 1108 cm3 (70 x 72): 34 LE 4 GTL (1978)

A sebességváltó kezdetben 3, majd 4 sebességes. A sebességváltó karja a műszerfalból áll ki, így kezelése eleinte szokatlan.

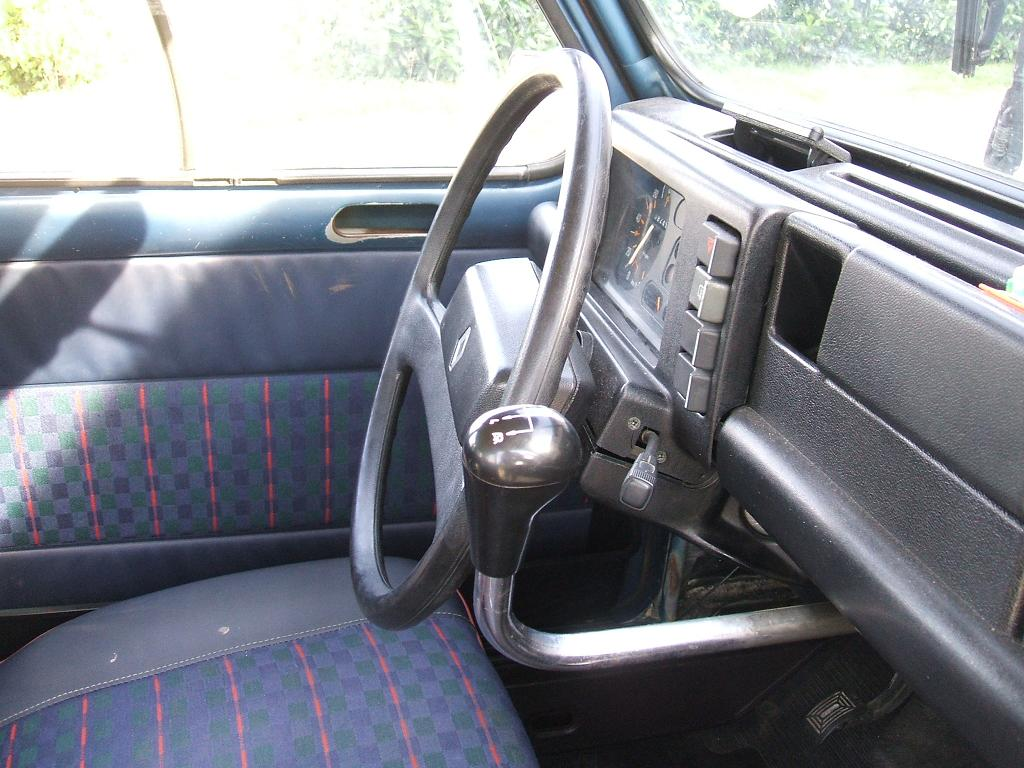
Sebességváltó kar

### Karosszéria
A kocsi karosszériája és alváza csavarkötéssel van egymáshoz rögzítve. A csavarok oldása után a karosszéria "leemelhető". A hegesztett acéllemez alváz előnye, hogy a felépítmény szabadon variálható, mert a motor és a futómű is az alvázhoz van erősítve.

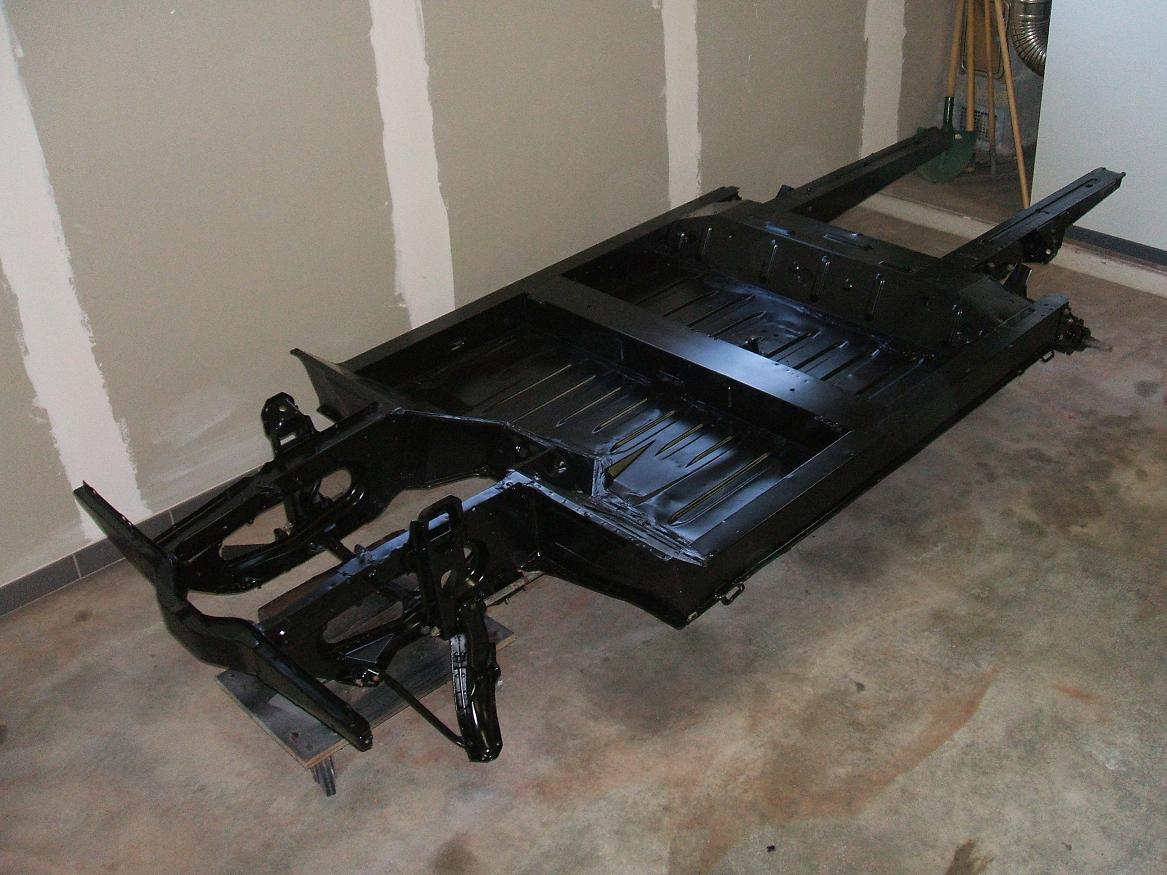
Üres alváz
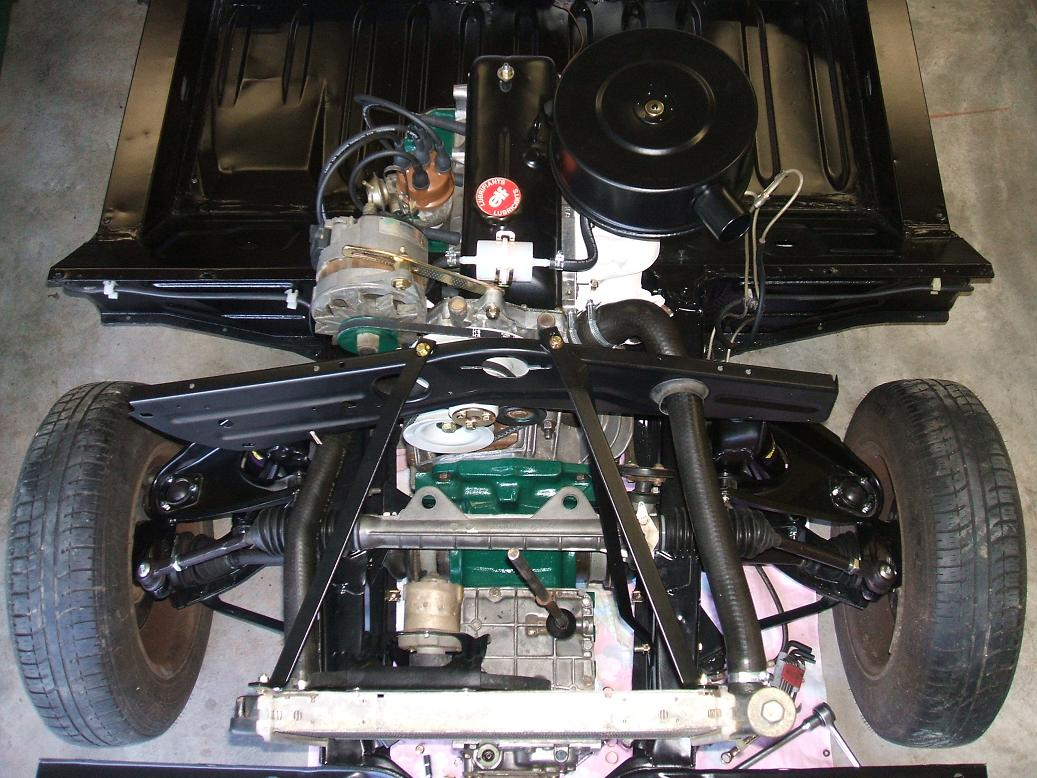
Beépített motor és futómű

### Futómű
A futómű független kerékfelfüggesztésű, a rugózás torziós rudakkal van megoldva (elöl hossz, hátul kereszt irányban). A kereszt irányban beépített torziós rudak miatt jobb és bal kerekek tengelytávja különbözik. A Renault 5 modell is ezt a futóművet kapta meg.

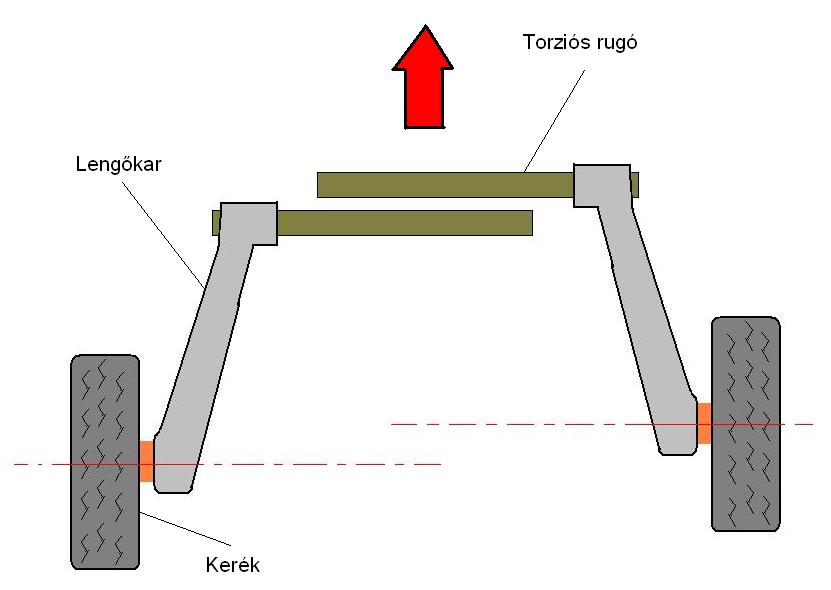
Hátsó futómű

## Különleges verziók
- R 4 Simpar 4x4 ami a 70-es években jelent meg és többek között az erdészet, a tűzoltóság és a csendőrség (Korzika) is használta.
- Plen Air[4] nyitott tetős, cabrio kivitel a Sinpar-tól. Igen divatosak voltak ebben az időben a "strand autók" viszonylag ismertebb még a Citroen Mehari

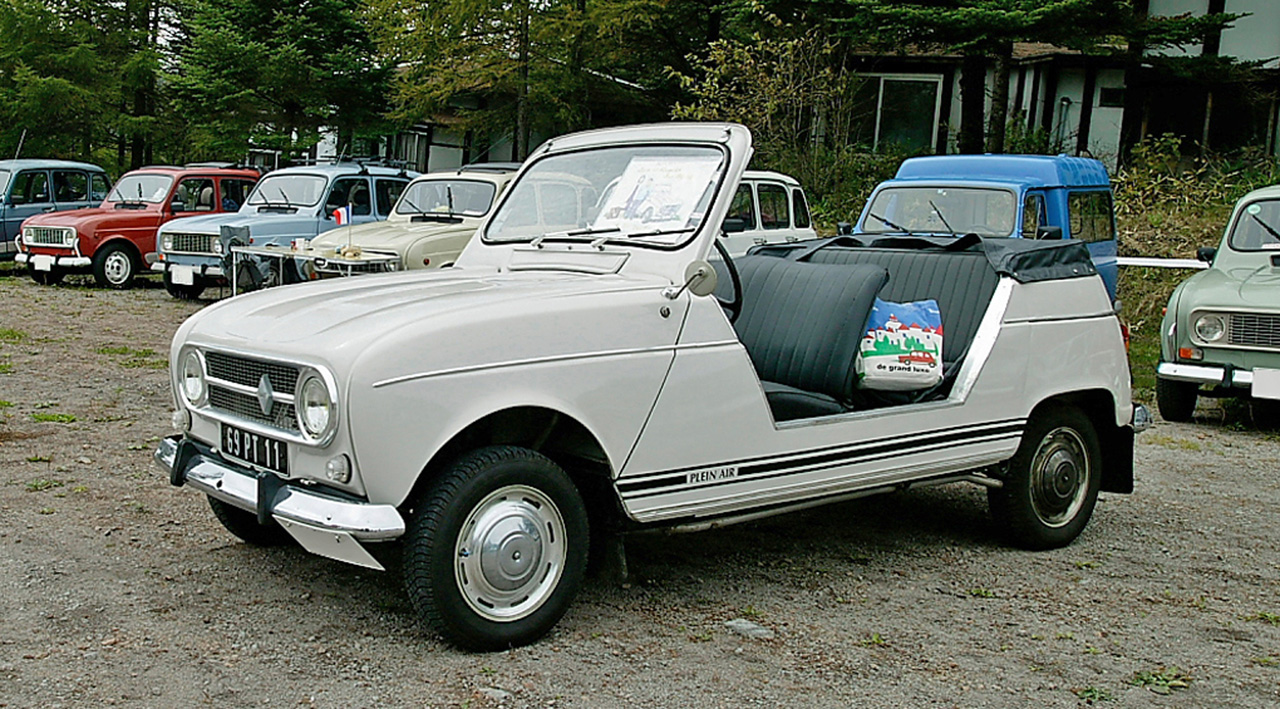
Plen Air

- Rodeo A 4-es alvázára és motorjára épített üvegszálas felépítménnyel.

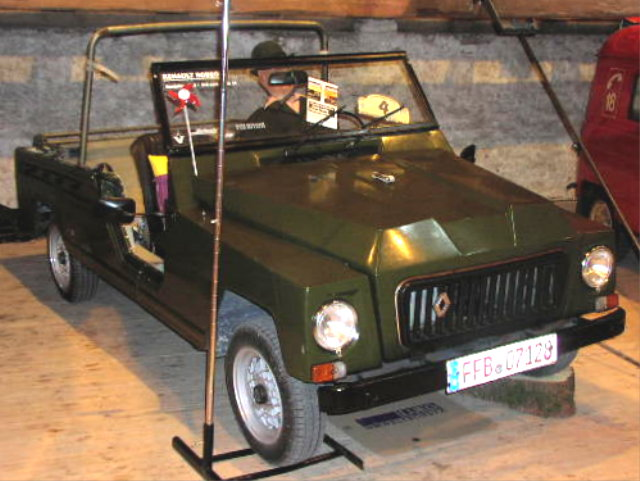
Rodeo 4

A gyártás során rengeteg limitált sorozat jelent meg pl. különleges fényezéssel, a szériától eltérő kárpittal, illetve díszlécekkel.
- Super – 1962 – krómozott díszlécek, lehúzható 5. ajtó üveg
- Suissaquatre – 1982 – 300 db – svájci autószalonon mutatták be, speciális fényezés
- Sixties – 1985 – 2000 db – kék-piros-sárga fényezés és belső kárpit
- Shopping – 1982 – 300-350 db – csak kék színben gyártották Belgiumban, belga piacra
- Safari – 1975  - speciális kárpitok, ülések, fényezés
- Parisienne – 1963-1968 – mintás fényezés (kockás, illetve "cukornád" mintázattal)
- Jogging – vászon ülésborítás, és tetőablak (kék)
- Bye-bye – 1993 – a gyártás leállításával az utolsó 1000 darabot számozott plakettel adták el
- Miss Sixty – 2011 – az 50. évforduló alkalmára egy példányszámban készített emlék modell

## Renault 4 Sport
A Marreau testvérek, Claude (pilóta) és Bernard (navigátor) 1979-ben az 5., míg 1980-ban a 3. helyezést érték el a Dakar ralin.
Az autó egy R4 Simpar 4x4 egy 140 LE-s R5 Alpine motorral.
1982-ben megnyerték a versenyt, de ekkor már egy R20 Turbóval indultak.

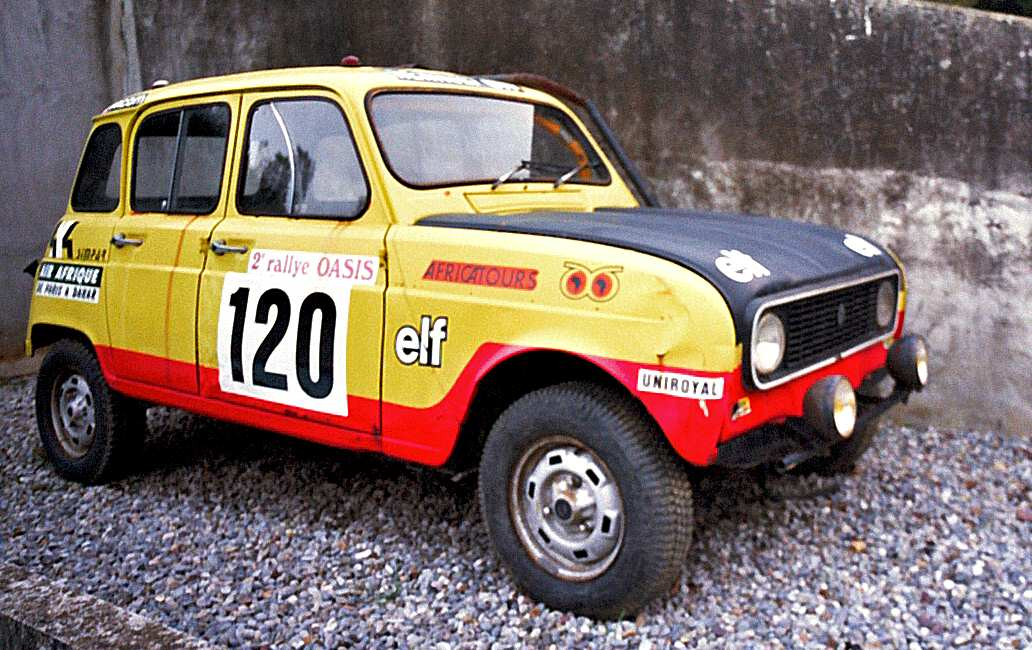
Claude és Bernard Marreau autója